# Zeraim
Seder Zeraim (Hebraico: סדר זרעים) é a primeira e mais curta ("Ordem") Seder da Mishná, a primeira grande obra da Lei Judaica. Esta secção da Mishná foi escrita pelos Sábios para informar todos os judeus sobre o que tem de ser feito para cumprir as obrigações bíblicas acerca das rezas e mandamentos sobre comida.
A Halachá (ou Lei Judaica) contém muitas obrigações e restrições acerca das actividades agrícolas, e ordena um horário estricto para os tempos das orações.
A maior parte de Zeraim foi deixada fora da Guemará (a discussão rabínica à Mishná). É explicado teoricamente que os rabinos sentiram que os outros mandamentos tinham uma maior prioridade que os mandamentos agrícolas, que lidam maioritariamente com restrições sobre a comida produzida na Terra de Israel.
Zeraim está dividido em onze tratados:
1. Berachot (ברכות, "Bênçãos")
2. Peah (פאה, "Esquina")
3. Demai (דמאי, "Produto Duvidoso")
4. Kilaim (כלאיים, "Dois Tipos")
5. Sheviit (שביעית, "Sétimo Ano")
6. Terumot (תרומות, "Doações")
7. Maasserot (מעשרות, "Dízimos")
8. Maasser Sheni (שני מעשר, "Segundo dízimo")
9. Chalá (חלה, "Pedaço de Massa")
10. Orlá (ערלה, "Enxerto")
11. Bikkurim (ביכורים, "Primeiros Frutos")

A sequência dos volumes ou tratados de Zeraim corresponde àquela dada por Rambam ou Maimónides.
Apesar de o primeiro tratado, sobre bênçãos, parecer que não pertence numa secção sobre agricultura, a razão para a sua inclusão é a seguinte: no Judaísmo, uma bênção tem de ser dita antes de tomar comida ou outro produto (também cheirar perfumes ou frutas e avistar alguns fenómenos naturais). Da mesma forma, antes de estudar as leis relacionadas com o sustento, como a agricultura, é apropriado aprender as leis das bênçãos.